# Motorsegelflygplan

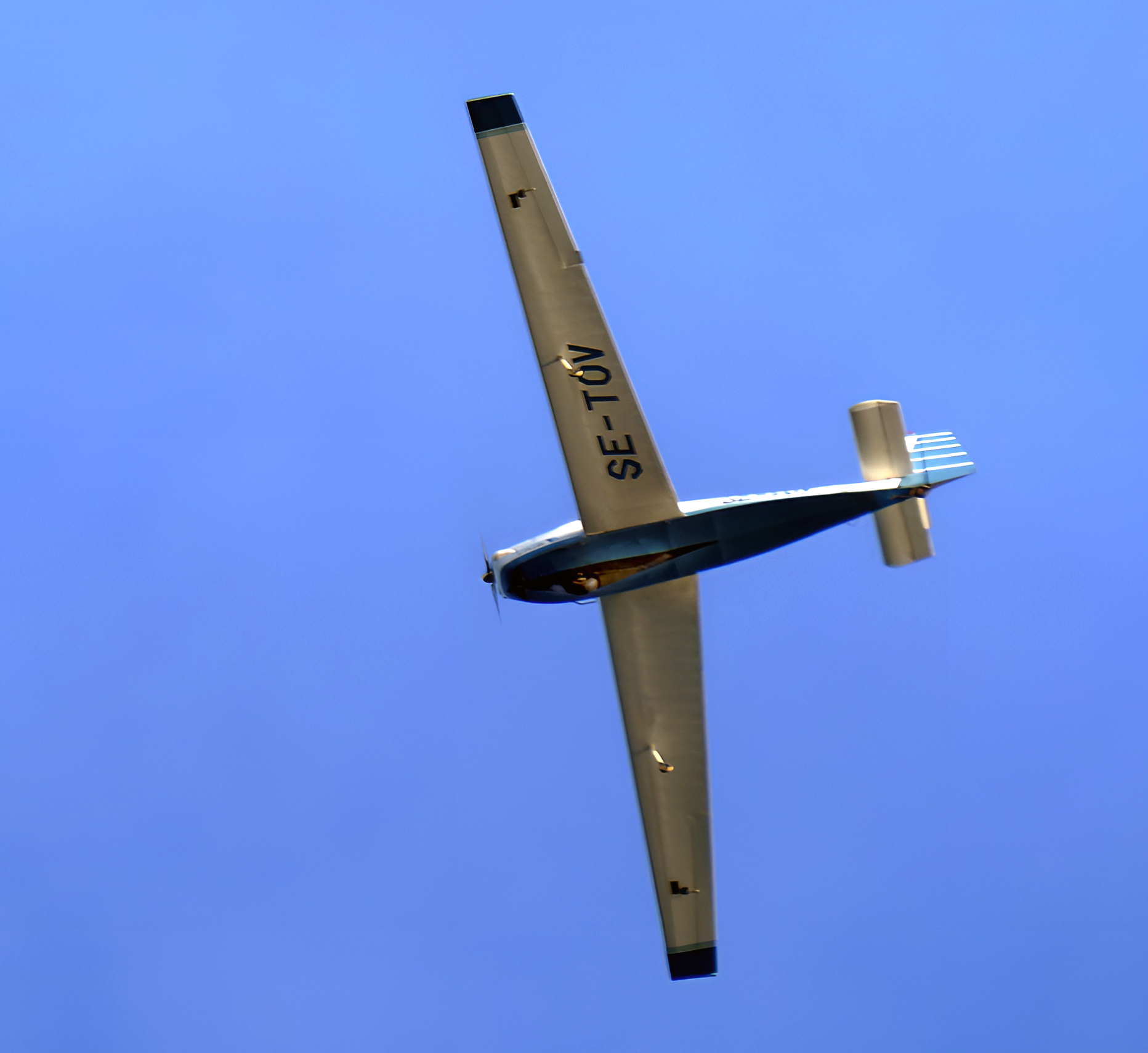
Ett motorsegelflygplan av typen SF25 Motorfalke.

Ett motorsegelflygplan är en flygplanstyp som huvudsakligen använder termik för sin framdrivning, men även har en förbränningsmotor som hjälp, främst vid start.
När man i dagligt tal pratar om ett motorsegelflygplan (TMG - touring motor glider) används ofta förkortningen motorseglare. Ett motorsegelflygplan är en variant av ett segelflygplan.